# 福崎南料金所
福崎南料金所（ふくさきみなみりょうきんじょ）は、兵庫県姫路市船津町にある播但連絡道路の本線料金所。
福崎南TB・福崎北TB間の外側線南端にあり、福崎北ランプ、福崎IC、福崎南ランプの各ICと船津ランプ以南とのアクセスに用いられる。

## 歴史
- 1975年11月1日：砥堀ランプ～福崎北ランプ間開通に伴い、福崎南料金所が設置。
- 2006年6月1日：ETCレーンが開設され、ノンストップ化に対応。

## 隣
E95 播但連絡道路
(6) 船津ランプ - 福崎南TB - (7) 福崎南ランプ - (9) 福崎IC - (8) 福崎北ランプ